# عايدة شلهوب
عايده شلهوب زيادة (1951 -) هي مغنية لبنانية.

## حياتها ونشاتها
(ولدت في عام 1951) وهي عميدة قسم الغناء الشرقي في المعهد الوطني العالي للموسيقى منذ عام 1997.وتترأس شلهوب رئيسة القسم الشرقي في مدرسة موسيقى في لبنان وهي كلّيّة الموسيقى في جامعة الرّوح القدس – الكسليك، حيث تُدرّس الغناء الشرقي.
وقامت المغنية اللبنانية إليسا بإعادة توزيع أغنية لعايده شلهوب بعنوان «لو فيي» وحققت الأغنية نجاحاً كبيراً.

## وصلات خارجية
- عايدة شلهوب على موقع ميوزك برينز (الإنجليزية)
- عايدة شلهوب على موقع ديسكوغز (الإنجليزية)